# Bojan Meserko
Bojan Meserko, slovenski pisatelj, pesnik, esejist, prevajalec in urednik, * 10. september 1957, Ljubljana.
Najbolj je znan po svojih delih s področja znanstvene fantastike, fantazije in eksperimentalne literature; po letu 2014 pa se posveča tudi slikarstvu (razstave v Novem mestu, Izoli, Kozini...). V literaturo je vstopil kot pesnik, nato pa se uveljavil kot avtor več kot 120 znanstvenofantastičnih in fantastičnih kratkih zgodb, s čimer velja za enega pionirjev sodobne slovenske ZF proze. Njegova kasnejša dela pogosto presegajo žanrske okvire; posebej izstopajo literarni eksperimenti, kot je roman v fragmentih 69; A ti o tem pojma nimaš, in trilogija romanov v prvi osebi dvojine. Meserko je tudi prevajalec (zlasti del srbskih avtorjev) ter urednik – soustanovitelj neodvisne založbe Blodnjak. Za svoje delo je prejel več priznanj in se uvrstil v mednarodne antologije, kritiki pa ga zaradi inovativnega pristopa včasih primerjajo s Samuelom Beckettom.

## Življenje in ustvarjalna pot
Bojan Meserko se je rodil leta 1957 v Ljubljani, odraščal pa na območju Kodeljevega. Že zgodaj ga je pritegnilo literarno ustvarjanje, prvo pesniško zbirko Mene nas je mnogo je izdal v samozaložbi leta 1979. Kmalu zatem se je posvetil pisanju znanstvene fantastike in fantastike, kjer je v naslednjih petnajstih letih objavil prek 120 zgodb v različnih revijah, časopisih in fanzinih nekdanje Jugoslavije. Z deli je nastopal tudi v radijskih oddajah (Ljubljana, Zagreb, Beograd, Subotica, Novi Sad). V tem obdobju je za izvirne ZF zgodbe prejel več nagrad, med drugim na literarnih natečajih revije Življenje in tehnika (trikrat nagrajen) ter Mladine (nagrada za najboljšo erotično zgodbo). Njegove zgodnje žanrske pripovedi so bile znane po svežem in inovativnem pristopu – enega izmed postopkov vzporednega pripovedovanja je poimenoval »paralelni paramit« (sočasno pisanje dveh vzporednih vsebin).
Leta 1989 ga je k sodelovanju povabil hrvaški animator in oskarjevec Dušan Vukotić, ki je po Meserkovi zgodbi Kmečka idila posnel kratki animirani film Dobrodošli na planet Zemlja (predvajan 1994 na svetovnem festivalu animiranega filma v Zagrebu). Meserko je sodelovanje z oskarjevcem Vukotićem označil kot ustvarjalni vrh tedanjega obdobja, zatem pa se je postopoma umaknil iz žanrske književnosti. Od leta 1995 se je posvetil pisanju literarno zahtevnejše trilogije romanov, ki sicer še vsebuje elemente fantastike, a žanr presega z eksistencialno in eksperimentalno naravnanostjo. Trilogijo sestavljajo romani Sanjališče (1995), Sanjalnica (2000) in Senjalca (2004). Posebnost drugega dela trilogije je pripoved v prvi osebi dvojine, kar je skrajno redka pripovedna perspektiva – velja za edinstven primer v slovenski in celo svetovni književnosti. Trilogija je požela primerjave z delom Samuela Becketta ter je bila v letih 2004–2006 prevedena v srbščino (izšla pri založbi Lexicom v Beogradu).
Po letu 2000 je Meserko nadaljeval z eksperimentalnim pisanjem. Leta 2006 je iz fragmentov svoje kratke zgodbe sestavil hermenevtično palimpsestno pesnitev z naslovom Pošast. Istega leta (2006) je objavil tudi formalno izjemno nenavaden roman 69; A ti o tem pojma nimaš, rómanje – románje, ki bralcu omogoča nelinearno branje. Knjiga je oblikovana kot komplet 69 oštevilčenih strani z natisnjenim besedilom na obeh straneh (del besedila obrnjen na glavo); strani so vstavljene v papirni okvir namesto klasične vezave. Bralec lahko s temi listi poljubno menja vrstni red in orientacijo strani, pri čemer vsaka kombinacija daje smiselno besedilo – po avtorjevem izračunu obstaja astronomsko število možnih permutacij, praktično neskončno. Meserko vsako prodano kopijo knjige predhodno premeša, zato je vsak izvod unikat. Snovno gledano roman spremlja človeka in njegove misli o življenju in smislu, miniaturizirane bravure, pripovedne podrobnosti se spreminjajo glede na zaporedje strani. Gre za enega najradikalnejših poskusov eksperimentalne proze v slovenski literaturi; literarna zgodovina ga primerja z dosežki Raymonda Queneauja (Sto miljonov milijard pesmi) in Julija Cortázarja (Ristanc), saj Meserko podobno raziskuje nove možnosti besedila preko mehanskih omejitev medija.
V naslednjih letih je Meserko nadalje izdajal tako prozo kot poezijo. Leta 2007 je izšel roman Utihni ... zoprnež, leta 2009 pa roman Ploskanje s stopali. Leta 2015 je v samozaložbi (Blodnjak, Novo mesto) izdal eksperimentalno pesniško zbirko Žuborenja, valovanja, bučanja: poezija za podvodni in brezzračni prostor, v kateri je raziskoval metaforične razsežnosti podvodnega in vesoljskega sveta. Sledila je pesniška zbirka kričanja, šepetanja, izginevanja, večglasovna poezija v glavi in izven. Naslednje leto je izšlo tudi literarno-filozofsko-esejistično sedemdelno delo 88 vijolična in druge barve (2016-2017), ki ga je avtor označil za »literarno barvno rómanje – románje «; knjiga je izšla v samozaložbi v Novem mestu. Meserko se je 2010 preselil v Novo mesto, kjer je ustvarjal pet let. Svoje eksperimentalne literarno-likovne zamisli je predstavil tudi na razstavi Brez besed (Galerija Simulaker, 2014) in v kratkem spremljajočem filmu Brez besed / Without wor(l)ds (2015).

## Prevodi in uredniško delo
Meserko je dejaven tudi kot prevajalec. Prevajal je predvsem sodobna dela iz srbščine in hrvaščine v slovenščino. Med drugim je prevedel več romanov priznanega srbskega pisatelja Zorana Živkovića – slovenske izdaje njegovih del, kot so Most (2007), Bralka (2008) in Poslednja knjiga (2009), vsebujejo Meserkov prevod. Sodeloval je tudi pri prevodih poezije; leta 1996 sta v zbirki Kiki Keram izšli zbirki Kamniti cvet Šarlote Najbauer in Poblaznele vode Raleta Nišavića, pri katerih je bil Meserko prevajalec in urednik prevoda. Poleg prevajalstva je v 90. letih razvijal tudi uredniško dejavnost. Že leta 1992 je skupaj z Marjanom Skvarčo ustanovil revijo Blodnjak, ki se je po letu in pol prelevila v elektronski fanzin eBlodnjak. Blodnjak je sprva izhajal kot ljubiteljski ZF fanzin, nato pa prerasel v majhno založbo, specializirano za znanstveno fantastiko - Založniški atelje Blodnjak, ki je nasledil istoimenski fanzin "Blodnjak". Leta 2000 sta Meserko in Skvarča v dveh knjigah z naslovom 12 žigosanih objavila zbrano vsebino vseh številk tiskanega fanzina Blodnjak. Zbirka 12 žigosanih (prva in druga knjiga) tako predstavlja antologijo slovenskih ZF in F zgodb 80. in 90. let, Meserko pa je pri njej nastopil kot urednik in sourednik. Založniški atelje Blodnjak je pod njegovim uredništvom izdal preko 200 prevodov tujih del (npr. Remake Connie Willis) ter nekaj deset izvirnih domačih romanov v žanru. Meserkovo urednikovanje in samozaložniško delovanje je pomembno prispevalo k promociji znanstvene fantastike v slovenskem literarnem prostoru, saj je Blodnjak letno izdajal do 15 knjig s tega področja.

## Značilnosti in vpliv
Osrednje značilnosti Meserkovega ustvarjanja so eksperimentiranje z obliko, preseganje klasičnih pripovednih tehnik ter preplet žanrske fantastike z modernističnimi postopki. Njegov opus obsega tako spekulativno fikcijo (znanstvena fantastika in fantastika) kot tudi metafikcijo in poezijo. V svojih delih se pogosto ukvarja s filozofskimi in eksistencialnimi temami – npr. samomorilnost in smisel življenja v romanu Samomorilčev poslovilni roman (2005), ujetost v socialne vloge v Ploskanju s stopali (2009) ter odtujenost posameznika v fragmentarnem romanu 69; A ti o tem pojma nimaš (2006). Kritiki poudarjajo njegovo jezikovno inovativnost in pripravljenost tvegati z neobičajnimi pripovednimi perspektivami. Posebej odmevna je bila uporaba prve osebe dvojine v trilogiji Sanjališče–Sanjalnica–Senjalca, ki jo literarna veda označuje za edinstveno pripovedno eksperimentiranje v svetovnem merilu. Prav tako je bil 69; A ti o tem pojma nimaš prepoznan kot pionirski primer ne-linearnega romana: tuji mediji so ga predstavili kot izjemno bralsko izkušnjo, ki slovensko literaturo popelje na področje igrive eksperimentalnosti.
Meserko je s svojim delom pridobil ugled znotraj slovenskega in mednarodnega ljubiteljskega kroga ZF. Že leta 1987 je bil njegov prispevek k žanru omenjen v referenčni publikaciji Anatomy of Wonder: A Critical Guide to Science Fiction (3. izdaja) , prav tako pa v Enciklopediji znanstvene fantastike v Beogradu. Za ameriško revijo Locus je napisal pregled slovenske znanstvenofantastične literature, kar kaže na njegov ugled poznavalca žanra. Njegove zgodbe so vključene v več pomembnih antologij: med drugim v jugoslovansko antologijo ZF Tamni vilajet I (Beograd, 1988), Desetka (Beograd, 2006) ter v slovenski almanah Terra (Ljubljana, 1988), ZF antologija Blodnjak 1, ZF antologija  Blodnjak 2,. Meserko ostaja literarni samosvojec – nekonvencionalni pristop k jeziku in formi mu je prislužil naziv »balkanski oziroma vzhodnoevropski Beckett«, ko je bil leta 2013 v Krakovu predstavljen med deseterico najbolj avantgardnih sodobnih pisateljev. Njegov vpliv se kaže tudi v tem, da mlajši slovenski avtorji s področja fantastične proze pogosto navajajo Meserka kot zgled drznega prepletanja žanra in eksperimentalnega modernizma.

###### Drugi prevodi:
- Izbor poezije Šarlote Najbauer Kamniti cvet (1996) in Raleta Nišavića Poblaznele vode (1996) – prevajalec in urednik: Bojan Meserko.

## Slikanica
- Dobrodošli na planet Zemlja (2015), ilustracije: Laura Ličer.

## Animirani film
- Dobrodošli na planet Zemlja (Zagreb, 1994) – režija: Dušan Vukotić, po zgodbi »Kmečka idila« avtorja Bojana Meserka.